# Hiwasa
Hiwasa (日和佐町, Hiwasa-chō) est un ancien bourg situé dans le district de Kaifu, dans la préfecture de Tokushima, au Japon.

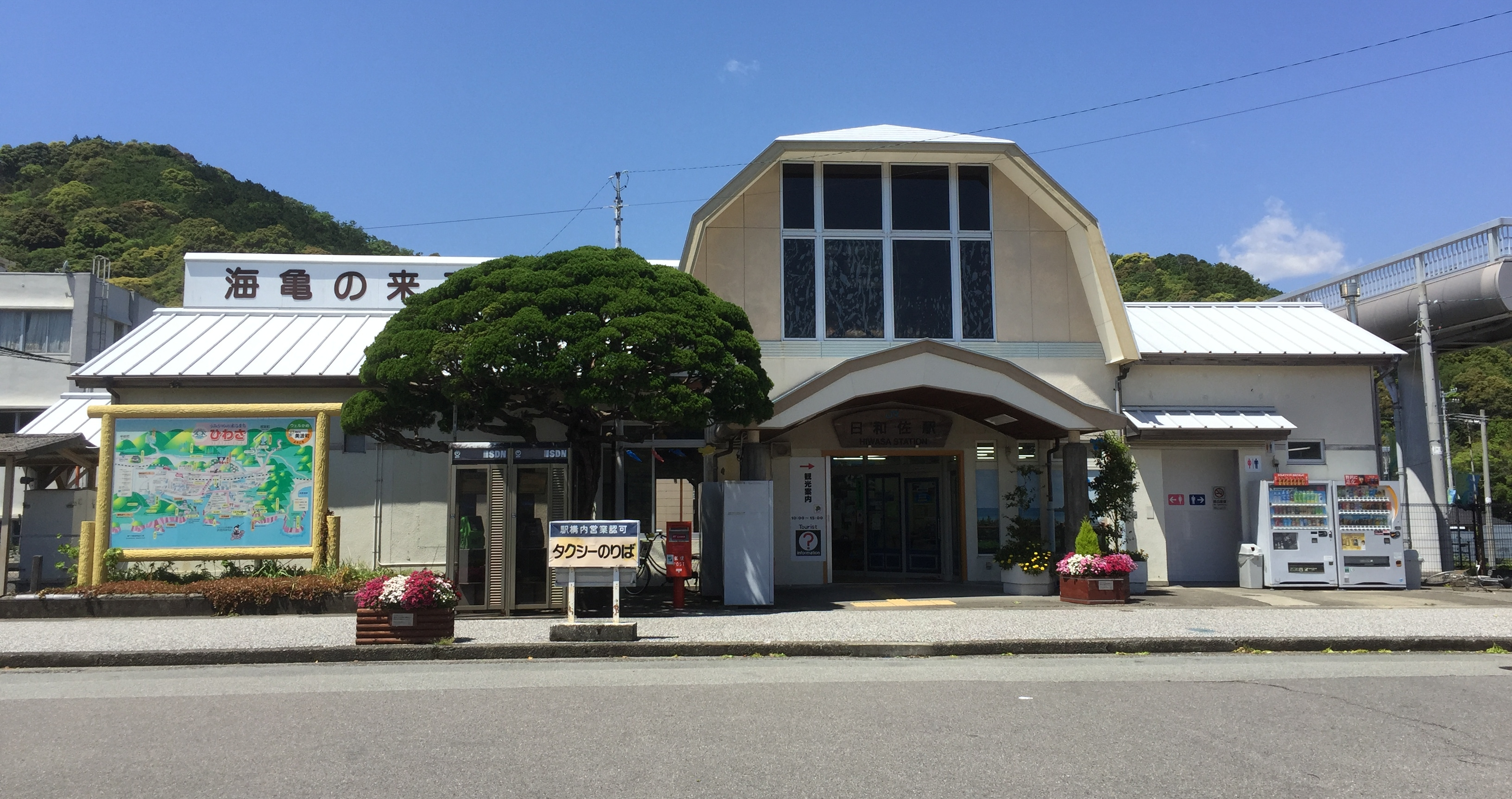
Gare de Hiwasa en 2016

En 2003, la ville avait une population estimée à 5 563 et une densité de 47,27 habitants par km². La superficie totale était de 117,69 km².
Le 31 mars 2006, Hiwasa a fusionné avec le bourg voisin de Yuki pour créer le bourg de Minami.